# Pegohyperia princeps
Pegohyperia princeps är en kräftdjursart. Pegohyperia princeps ingår i släktet Pegohyperia och familjen Hyperiidae. Inga underarter finns listade i Catalogue of Life.